# Völner Pál
Völner Pál (Győr, 1962. november 30. –) magyar politikus, 2010-től országgyűlési képviselő, 2010–2014 között a Nemzeti Fejlesztési Minisztérium infrastruktúráért felelős államtitkára, 2015–2021 között az Igazságügyi Minisztérium parlamenti államtitkára.

## Iskolái, magánélete
1981-ben végzett a Pannonhalmi Bencés Gimnáziumban. 1988-ban az Eötvös Loránd Tudományegyetem Állam- és Jogtudományi Karán szerzett diplomát, majd ugyanitt elvégezte a Továbbképző Intézetet.
Nős, három gyermek édesapja.

## Munkahelyei
Pályáját 1988-ban az APEH Pest Megyei Adófelügyelőségén kezdte jogi előadóként. 1988-tól 1990-ig a nyergesújfalui azbesztgyárban, az Eternit műveknél volt jogtanácsos. 1990 és 1998 között Nyergesújfalun dolgozott ügyvédként, majd 2006-ig saját ügyvédi irodáját irányította. A Komárom-Esztergom Megyei Közgyűlés elnöke volt 2006 és 2010 között.

## Közéleti megbízatásai
1990-től az Eternit Sportegyesület, 1994-től a Szamaritánus Alapítvány elnöke, 2006-tól Komárom-Esztergom Megyei Vállalkozásfejlesztési Alapítvány elnöke, a Területfejlesztési Tanács elnöke volt. Tagja volt a Közép-dunántúli Területfejlesztési Tanácsnak és az Európa Tanács Helyi és Regionális Kongresszusának. 2007-től a Térségi Integrált Szakképzési Központ elnöke volt.  A Fidesz Komárom-Esztergom megyei szervezetének  2006-tól,  az esztergomi szervezetnek 2015-től ő az elnöke. 2015-től a Magyar Hajózási Országos Szövetség (MAHOSZ) elnöke volt, majd 2021-ben, az igazságügyi államtitkár posztjáról történt lemondását követően benyújtotta lemondását a MAHOSZ-nak is.

## Politikai pályája
- 2010–  országgyűlési képviselő, a képviselő mentelmi jogát a legfőbb ügyész KSB. 4347/ 2021/4. számú átiratával érintett ügyben felfüggesztette[7]
- 2010–2014  infrastruktúráért felelős államtitkár (Nemzeti Fejlesztési Minisztérium)
- 2014–2015  gazdasági bizottsági alelnök
- 2015–2021  megyei fejlesztési biztos, majd október 9-től az Igazságügyi Minisztérium államtitkára.[8][9][10]

### Schadl–Völner-ügy
A „Schadl–Völner-ügy” 2021 elején kezdődött, amikor egy korrupt NAV-os középvezetőt kezdett el lehallgatni a Nemzeti Védelmi Szolgálat. 2021 decemberében a Legfőbb Ügyészség kezdeményezte Völner mentelmi jogának felfüggesztését hivatali vesztegetés gyanúja miatt. A gyanú szerint – felügyeleti, hatósági, igazgatási jogkörével visszaélve – rendszeresen több millió forintot fogadott el Schadl Györgytől, a Magyar Bírósági Végrehajtói Kar elnökétől. Az ügynek a mentelmi jog felfüggesztésének kezdeményezése idején tizenkét gyanúsítottja volt.
Az Országgyűlés Völner Pál országgyűlési képviselő mentelmi jogát a legfőbb ügyész KSB. 4347/2021/4. számú átiratával érintett ügyben 2021. december 14-én felfüggesztette. Ezt követően önként jelentkezett a Központi Nyomozó Főügyészségen. Polt Péter legfőbb ügyész közleménye szerint a cselekménye vezető beosztású hivatalos személy által az előnyért a hivatali helyzetével egyéb módon visszaélve, bűnszövetségben, üzletszerűen és folytatólagosan elkövetett hivatali vesztegetés elfogadásának bűntette megalapozott gyanúját kelti. A gyanúsítását követően ügyvédjén keresztül eljuttatott sajtóközleményében tudatta, hogy a nyomozás érdekében együttműködik a hatóságokkal. Bár mentelmi jogát felfüggesztették, Völner továbbra is a Fidesz parlamenti frakciójának tagja maradt.
2024. március 26-án Magyar Péter nyilvánosságra hozott egy hangfelvételt, amiben elhangzik az akkori volt igazságügyi minisztertől, Varga Judittól, hogy Völner Pál meggyanúsítása előtt már fél évvel figyelmeztették őt a Fidesz belső köreiből, hogy nyomozás folyik utána és hogy szüntesse be a problémás tevékenységét, ám Völner Pál – úgy tűnik – nem vette komolyan ezt a jelzést.